# Salpichlaena thalassica
Salpichlaena thalassica là một loài thực vật có mạch trong họ Blechnaceae. Loài này được Grayum & R.C. Moran miêu tả khoa học đầu tiên năm 1990.